# Club Social y Deportivo Los Halcones
El Club Social y Deportivo Los Halcones, conocido simplemente como Los Halcones, es un club de fútbol uruguayo con sede en el barrio Nueva España (y asociado, por su tamaño e influencia, a la zona de Punta de Rieles) en el noreste de la ciudad de Montevideo. Fue fundado oficialmente como asociación civil el 20 de noviembre de 2013, aunque afirma tener antecedentes como equipo de fútbol amateur durante la década de 1950.
Actualmente participa en la Primera División Amateur, tercera y penúltima categoría del fútbol uruguayo.

## Historia

### Antecedentes
La institución se creó oficialmente el 20 de noviembre de 2013, en el barrio Nueva España, como respuesta al antecedente de un equipo amateur, surgido en julio de 1950, en Malvín Norte, el cual compitió con muchas intermitencias hasta su desaparición en los años 80. Por este motivo, el club festeja como su aniversario el 30 de julio de 1950. Los jóvenes integrantes de aquel club optaron por el nombre Los Halcones en homenaje a un grupo de pilotos norteamericanos en la Segunda Guerra Mundial, llamados Los Halcones. En principio, los colores eran azul y amarillo, tal los trajes de los pilotos. Pero luego se agregó el gris, por una sencilla razón económica.
Varias décadas más tarde, a finales de 2013, su actual presidente Carlos Estévez fundó el Club Social y Deportivo Los Halcones, para continuar la tradición generada por sus antecesores y seguir los pasos de aquel equipo que aún permanecía en los recuerdos.

### Aparición en la AUF

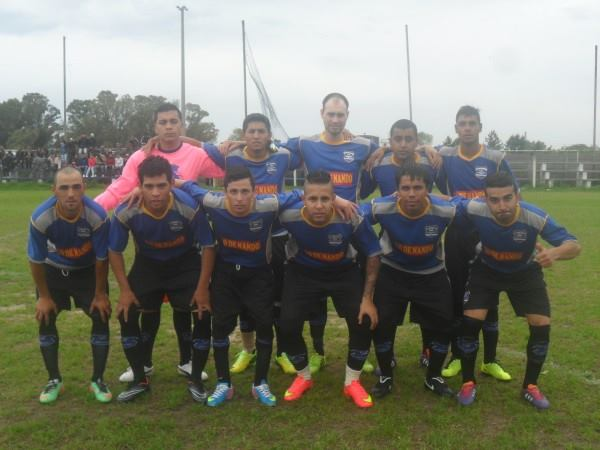
Plantel de Los Halcones en su debut en la Segunda División Amateur 2014-15.

El objetivo del club era formar un equipo de fútbol que representara al barrio en torneos zonales. Pero no conformes con eso, hicieron las gestiones para ingresar en la Asociación Uruguaya de Fútbol. Sorpresivamente, al año siguiente, son aceptados por la AUF, por lo que abonaron la afiliación y lograron competir en la tercera y última categoría, siendo el primer y único club de Nueva España en inscribirse en los torneos de la Asociación. A su vez, por su ubicación geográfica tiene influencia en otras zonas, como en el barrio Punta de Rieles.
El equipo siempre militó en la C (Primera División Amateur), sin grandes éxitos, pero con la recompensa del esfuerzo por jugar en AUF de forma ininterrumpida. En los últimos años comenzó a apostar por crecer como institución, adaptando un terreno para utilizarlo como campo de entrenamiento.

## Símbolos

### Escudo y bandera
Tanto la bandera como el escudo de Los Halcones están compuestos predominantemente por azul, y algún detalle en gris o amarillo. 
El escudo se compone principalmente de azul, y en el centro se destaca la presencia de un halcón y de la frase "Los Halcones". Por su parte, la bandera se compone predominantemente de azul, con sus cuatro esquinas grises. En el medio tiene un halcón y el texto "Los Halcones", encima contra arriba dice "Club Social y Deportivo" y contra abajo contiene la frase "Nueva España" (procedencia del club). En algunas versiones del escudo, se elimina el barrio y se incluye el "1950", aludiendo a la continuación con el equipo surgido en tal año.

### Evolución del escudo de Los Halcones
| 2013-2017 | 2018-presente |

## Uniforme

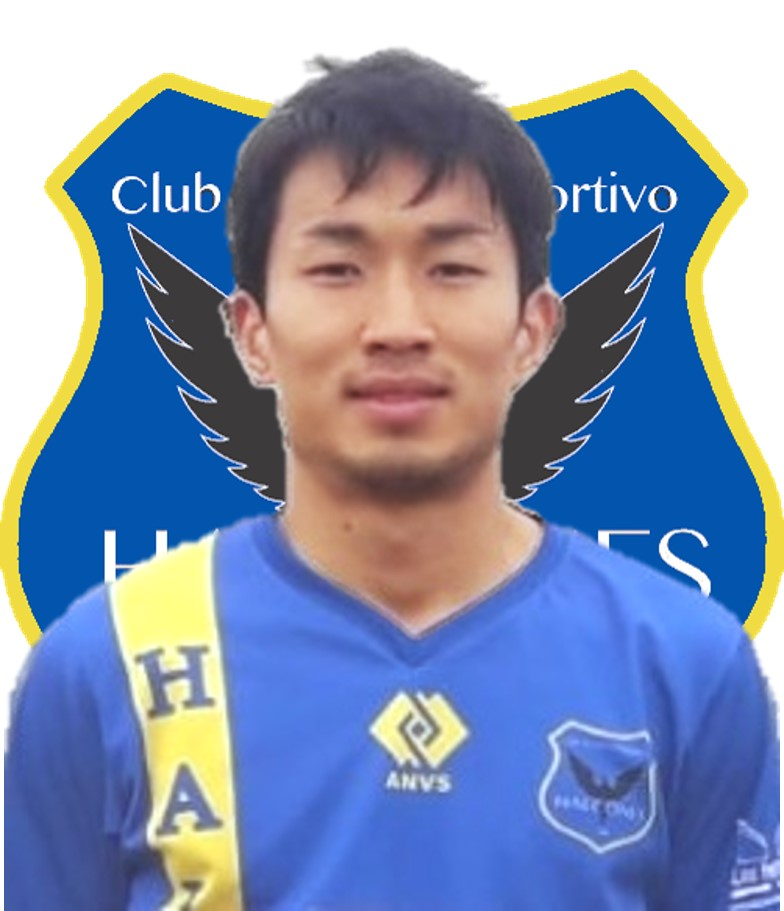
Camiseta del club.

### Uniforme titular
Tradicionalmente su uniforme titular estuvo compuesto de una camiseta azul, con detalles en amarillo y gris, pantalón y medias negras. Para la última temporada, Los Halcones cambiaron su uniforme, estando compuesto por una camiseta azul con detalles en amarillo, short azul y medias blancas o azules.
|  | 2014-2015 |  | 2015-2016 |  | 2017 |  | 2018 |  | 2019 |  | 2020 |  |

### Uniforme alternativo
Su uniforme alternativo solía ser blanco con detalles grises, pero desde 2020 su equipación pasó a ser una camiseta amarilla, con detalles en azul, con pantalón y medias también amarillas.

## Infraestructura

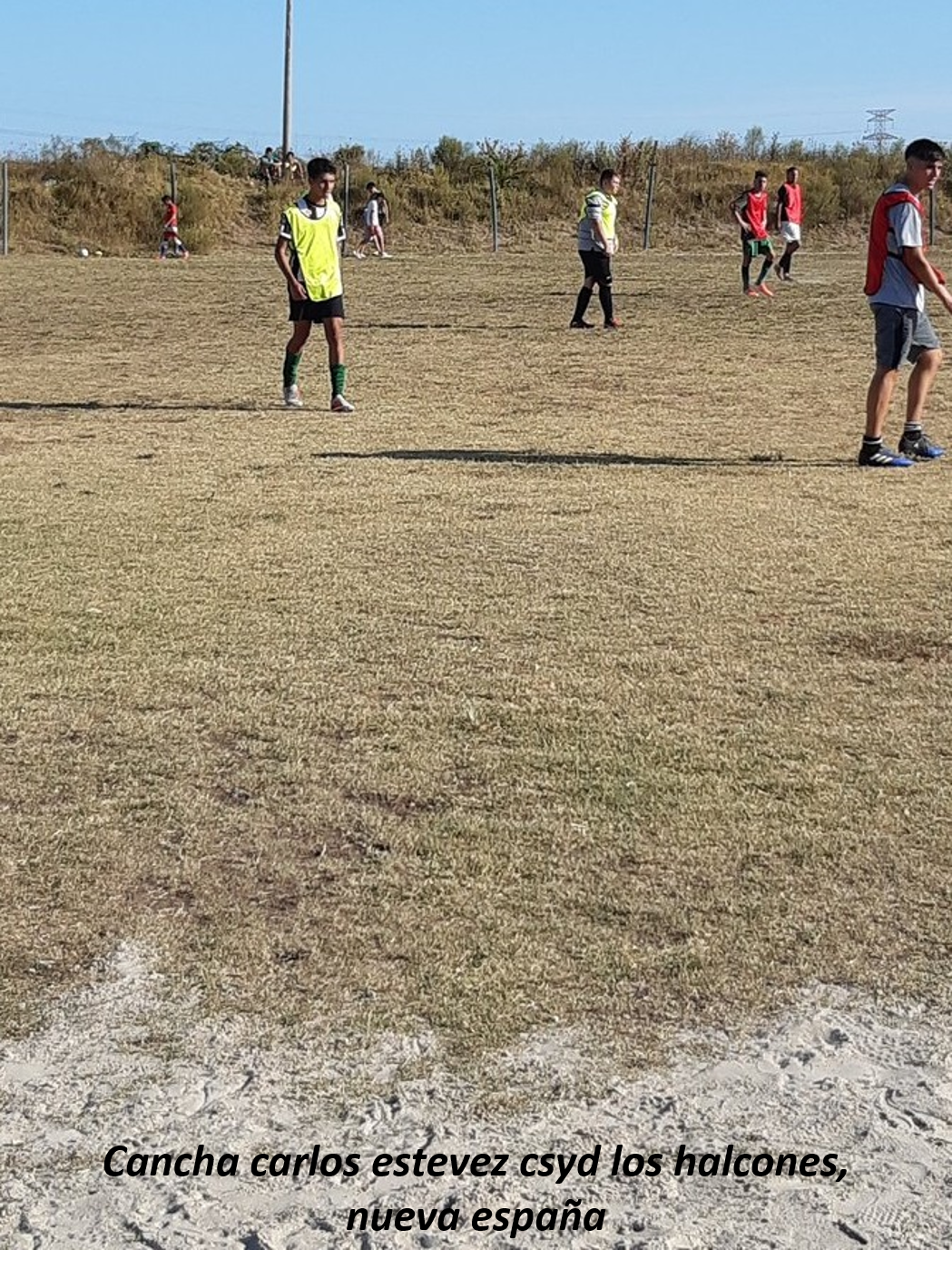
Plantel entrenando en una de las dos canchas del club.

Su sede social se encuentra en Pasaje Hornero 7103 esquina Hidra (Nueva España). Además el equipo tiene 180 socios que colaboran con el club, para también poder trabajar con las comunidades barriales cercanas realizando actividades como venta de rifas y otros eventos.
También cuenta con un predio cedido donde se ubica su cancha llamada "Carlos Estévez" y utilizada como campo de entrenamiento, además de una segunda cancha en construcción, ubicadas en las interesecciones de Servidumbre, Hidra, Pasaje Coruña y Pasaje Esperanza.

## Datos estadísticos
Datos actualizados para la temporada 2022 inclusive
- Temporadas en Primera División Amateur: 8°
  - Debut: 2014-15
  - Participaciones consecutivas desde: 2014-15 (8º consecutiva)
  - Mejor puesto en Primera División Amateur: 7º (2015-16)
  - Peor puesto en Primera División Amateur: 19º (2021)
- Mayor goleada conseguida:
- Los Halcones 3–1 La Luz (2015-16)
- Los Halcones 3–1 Salus (2015-16)
- Los Halcones 3–1 Artigas (2017)
- Mayores derrotas recibidas:
- Los Halcones 1–8 Rocha (2022) 
- Albion 7–0 Los Halcones (2017) 
- Cerrito 6–0 Los Halcones (2015-16)
- Platense 5–0 Los Halcones (2017)